# Rajd Wybrzeża Kości Słoniowej 1979

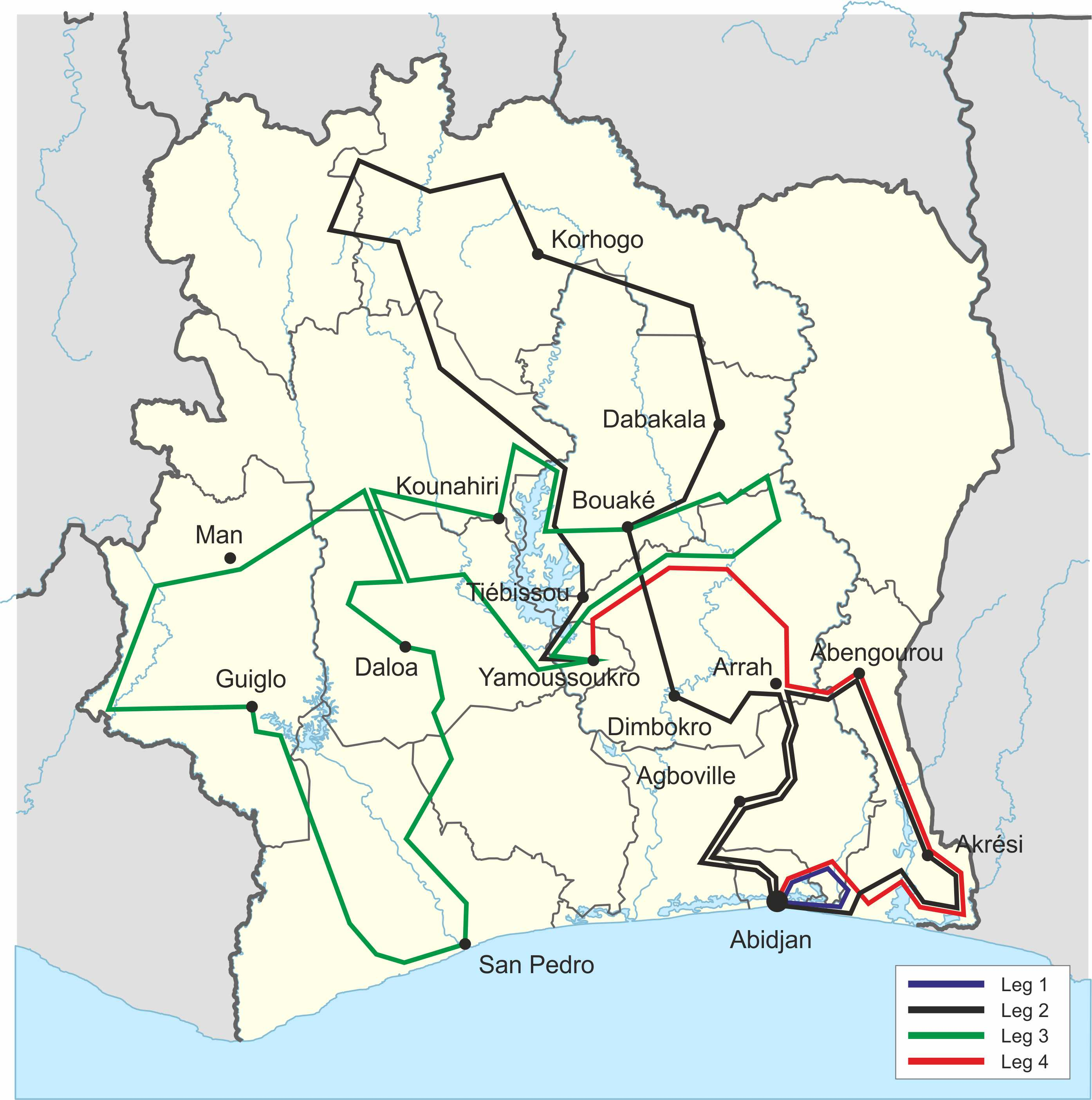
Mapa poszczególnych etapów Rajdu Wybrzeża Kości Słoniowej 19797

Rajd Wybrzeża Kości Słoniowej 1979 (11. Rallye Bandama Côte d’Ivoire) – 11 Rajd Wybrzeża Kości Słoniowej rozgrywany na Wybrzeżu Kości Słoniowej w dniach 9-14 grudnia. Była to jedenasta runda Rajdowych Mistrzostw Świata w roku 1979. Rajd został rozegrany na nawierzchni szutrowej. Bazą rajdu było miasto Abidżan.

## Wyniki końcowe rajdu[1]
| Msc. | Kierowca          | Pilot               | Samochód             | Czas  | Strata | Grupa |
| ---- | ----------------- | ------------------- | -------------------- | ----- | ------ | ----- |
| 1    | Hannu Mikkola     | Arne Hertz          | Mercedes 450 SLC 5.0 | 3:23  | 0.0    | 4     |
| 2.   | Björn Waldegård   | Hans Thorszelius    | Mercedes 450 SLC 5.0 | 3:58  | +1:35  | 4     |
| 3.   | Andrew Cowan      | Klaus Kaiser        | Mercedes 450 SLC 5.0 | 4:10  | +1:47  | 4     |
| 4.   | Vic Preston       | Mike Doughty        | Mercedes 450 SLC 5.0 | 4:17  | +1:54  | 4     |
| 5.   | Ove Andersson     | Henry Liddon        | Toyota Celica 2000GT | 6:08  | +2:45  | 4     |
| 6.   | Alain Ambrosino   | Robert Schneck      | Peugeot 504 V6 Coupé | 8:48  | +5:25  | 4     |
| 7.   | Michel Mitri      | Jean-Pierre Fornaro | Datsun 160J          | 12:25 | +9:02  | 2     |
| 8.   | Jean-Pierre Paure | Alain Manfredini    | Datsun 160J          | 13:48 | +10:25 | 1     |

## Wyniki końcowe mistrzostw
Wyniki podają tylko pięć pierwszych miejsc.

### Klasyfikacja producentów
| Lp | Producent | Pkt.      |
| -- | --------- | --------- |
| 1  | Ford      | 122 (150) |
| 2  | Datsun    | 108 (122) |
| 3  | Fiat      | 92        |
| 4  | Lancia    | 65        |
| 5  | Toyota    | 58        |

### Klasyfikacja kierowców
| Lp | Producent       | Pkt.      |
| -- | --------------- | --------- |
| 1  | Björn Waldegård | 112 (120) |
| 2  | Hannu Mikkola   | 111       |
| 3  | Markku Alén     | 68        |
| 4  | Ari Vatanen     | 50        |
| 4  | Timo Salonen    | 50        |